# Santo Volto di Gesù (församling)
Santo Volto di Gesù är en församling i Roms stift, belägen i Quartiere Portuense och helgad åt Jesu heliga anlete. Församlingen upprättades den 28 oktober 1985 genom ett dekret av kardinalvikarie Ugo Poletti.
Till församlingen Santo Volto di Gesù hör följande kyrkobyggnader och kapell:
- Santo Volto di Gesù, Via Caprese 1
- Santa Passera, Via di Santa Passera 1
- Cappella Povere Figlie della Visitazione, Via della Magliana 173

## Institutioner inom församlingen
- Istituzione scolastica Santa Maria, Via della Magliana 173
- Casa di Riposo «Santi Pietro e Paolo», Via della Magliana 173